# プラス・ド・クリシー駅
プラス・ド・クリシー駅 (プラス・ド・クリシーえき、仏：Place de Clichy) は、フランス・パリの8区、9区、17区及び18区の境にあるメトロ (地下鉄) の駅。2号線と13号線を利用することができる。

## 概要
プラス・ド・クリシー駅は、パリの地下鉄メトロの駅。2号線と13号線が利用可能である。パリ北部の、8区、9区、17区及び18区の境界にあるクリシー広場に位置している。
1902年10月26日 、2号線の駅として開業した。駅名は、地上にあるクリシー広場 （プラス・ド・クリシー、Place de Clichy）にちなんで名付けられた。

## 歴史
- 1902年10月26日、メトロ2号線の駅として開業
- 1911年2月26日、メトロ13号線の駅が開業。

## 駅周辺
- クリシー広場 （Place de Clichy）
- モンマルトル墓地 (Cimetière de Montmartre)
- マクドナルド
- KFC
- スターバックス・コーヒー
- Leon de Bruxells

## 隣の駅
パリメトロ
■2号線
ローム駅 （Rome） - プラス・ド・クリシー駅 - ブランシュ駅 （Blanche）
■13号線
ラ・フルシュ駅 （La Fourche） - プラス・ド・クリシー駅 - リエージュ駅 （Liège）